# Сунитски триъгълник
Сунитският триъгълник е район в Централен Ирак, наречен така заради специфичната си форма. Населението му се състои главно от сунити, какъвто е и бившият президент на Ирак Саддам Хусейн.
Трите крайни точки на триъгълника най-често са Багдад на изток, Рамади на запад и Тикрит на север. В действителност територията му е по-голяма и той се разпростира още на запад. Освен споменатите градове в него влизат Самара и Фалуджа.
След навлизането на коалиционните сили през 2003 г. този район се превръща в главна база на съпротивата - над 70% от всички атаки се извършват именно тук. В Сунитския триъгълник се е крил и е заловен Саддам Хюсейн - на 15 километра южно от Тикрит, в градчето Ад-Даур.